# Danielle Dax
Danielle Dax, pseudonimo di Danielle Gardner (Southend-on-Sea, 23 settembre 1958), è una musicista inglese.

## Biografia
L'artista ha esordito nel 1979 con gli Amy Turtle & the Crossroads, che si sono sciolti dopo un solo concerto. Sempre nel 1979 è entrata nei Lemon Kittens, che hanno fatto parlare di sé per i loro spettacoli durante i quali si esibivano completamente svestiti e con il corpo dipinto. Nel 1981 ha disegnato le copertine di due album di Robert Fripp (Let the Power Fall e The League of Gentlemen). In seguito allo scioglimento dei Lemon Kittens, con i quali aveva precedentemente pubblicato due album fortemente sperimentali, Danielle Dax ha pubblicato il primo album solista Pop-Eyes, stravagante connubio di musica elettronica e rock da lei interamente scritto, suonato e prodotto. La copertina del disco, che raffigura un collage di fotografie mediche che formano un volto, è stata censurata e sostituita da un'immagine meno disturbante creata dall'artista Holly Warburton. Lo stesso Warburton realizzerà, qualche anno dopo, il video artistico Fragments Towards the Chimera (1986), in cui appare la cantante inglese. Nel 1984 Dax ha pubblicato il mini-album Jesus Egg that Wept ed è apparsa nel film In compagnia dei lupi di Neil Jordan nel ruolo della donna-lupo. Durante la seconda metà degli anni ottanta, Vax ha goduto di una maggiore popolarità mediatica come conferma una sua apparizione nel programma televisivo Star Test del canale Channel 4. Dopo aver pubblicato Comatose-Non-Reaction (1995), retrospettiva di carriera che riscopre gli esordi sperimentali, ha abbandonato la carriera musicale per dedicarsi all'arredamento di interni e di giardini. Nel 1997 è stata premiata con l'onorificenza BBC Designer of the Year.

## Stile musicale
Lo stile di Danielle Dax è uno sperimentale e per molti "selvaggio" art pop eseguito con arrangiamenti molto eterogenei (chitarra, basso, drum machine TR-808 e strumenti giocattolo fra i tanti). Secondo Dave Simpson del Guardian, la musica di Dax è "oscura, brillante, inquietante, sexy, artistica, prolissa, strana, frizzante, eccessiva, ossessiva e rock 'n' roll." Dopo Pop-Eyes (1983), che si riallaccia a Kate Bush e al rock psichedelico, ha virato verso l'exotica con Jesus Egg that Wept (1984). A partire dalla seconda metà degli anni ottanta, il suo stile è divenuto più lineare e meno surreale rispetto agli esordi. A conferma di questa transizione vi sono il più ballabile Inky Bloaters (1987) e l'ultimo Blast the Human Flower (1990), il più commerciale della sua carriera.

## Discografia

### Album in studio
- 1983 – Pop-Eyes
- 1984 – Jesus Egg that Wept
- 1987 – Inky Bloaters
- 1990 – Blast the Human Flower

### Raccolte
- 1988 – Dark Adapted Eye
- 1995 – Comatose-Non-Reaction